# Gliese 877
Gliese 877 is een rode dwerg met een spectraalklasse van M3.V. De ster bevindt zich 28,04 lichtjaar van de zon.